# Q- und R-Klasse
Die Q- und R-Klasse war eine Klasse von 16 Zerstörern des Kriegsbauprogramms der britischen Royal Navy. Die Zerstörer wurden als „3rd and 4th Emergency Flotilla“ am 2. April 1940 bei sechs Werften bestellt. Sie wichen von den beiden ersten Bestellungen des Kriegsbauprogramms (O- und P-Klasse) durch die Verwendung des Rumpfes der J-, K- und N-Klasse ab.
Als erstes Schiff kam die Quentin am 15. April 1942 in den Dienst der Royal Navy. Die anderen Boote folgten bis zum 4. August 1943.
Zwei Zerstörer (Quentin und Quail) gingen im Zweiten Weltkrieg im Mittelmeer verloren. Die Zerstörer wurden ab 1943 bei der Eastern Fleet in der 4th (Q-Klasse) und 11th (R-Klasse) Destroyer Flotilla verwendet; die Q-Klasse kam zuletzt bei der British Pacific Fleet vor Japan zum Einsatz.
Zwei Schiffe der Q-Klasse wurden schon bei Fertigstellung der Royal Australian Navy übertragen, die nach dem Kriegsende noch drei weitere Zerstörer der Q-Klasse erhielt, dafür aber verliehene Zerstörer der N-Klasse an die Royal Navy zurückgab.
Nach dem Krieg wurde noch 1945 ein Zerstörer der Q-Klasse an die Niederlande verkauft, wo er als Hr.Ms. Banckert (ex Quilliam) bis 1956 genutzt wurde. 1949 erhielt die Indische Marine drei Zerstörer der R-Klasse zur Verfügung gestellt, die ohne grundlegende Modernisierung bis in die 1970er-Jahre in Dienst blieben. Als letzte aktive Kriegsschiffe der Klasse waren die indischen Zerstörer INS Ranjit (ex Redoubt) und Rana (ex Raider) bis 1979 in Dienst und wurden dann verschrottet.
Von den fünf der Royal Navy verbliebenen Zerstörern wurden vier 1950 bis 1953 zu schnellen U-Boot-Abwehr-Fregatten (Typ 15) umgebaut. Auch in Australien wurden vier Schiffe von 1950 bis 1957 entsprechend umgebaut. Als letztes der australischen Schiffe wurde die Fregatte Queenborough 1975 verschrottet.

Als letztes vorhandenes Schiff der Klasse wurde die zuletzt als Zielschiff genutzte britische Rapid am 3. September 1981 durch Torpedos des britischen U-Boots Onyx der Oberon-Klasse versenkt.

## Baugeschichte
Einige Schwierigkeiten bei der Entwicklung des neuen Rumpfes für die ersten Zerstörer des Kriegsbauprogramms (O- und P-Klasse) führten bei den Aufträgen der Q- und R-Klasse zu der Entscheidung, den Rumpf der Vorkriegsbauten der J-Klasse zu übernehmen und nur der veränderten Bewaffnung anzupassen. Der geringere Bedarf für Munitionskammern insbesondere im Vorschiff (zwei Einzelgeschütze statt zwei Zwillingsgeschütze) wurde durch größere Treibstoffbunker ausgeglichen, die gegenüber der J-Klasse einen um 25 % höheren Fahrbereich ermöglichten. Die Maschinenanlage entsprach weiterhin der der J-Klasse.
Die Bauaufträge für die Q-Klasse ergingen an drei Werften (je drei an J. Samuel White in Cowes auf der Isle of Wight sowie Hawthorn Leslie in Hebburn am Tyne und zwei an Swan Hunter im nahen Wallsend), die schon Zerstörer der J-Klasse gefertigt hatten. Auch die acht Zerstörer der R-Klasse entstanden auf drei Werften (vier bei John Brown in Clydebank und je zwei bei Cammell Laird in Birkenhead sowie Scotts in Greenock). In Abänderung zu den bislang gebauten britischen Zerstörern wurden bei der R-Klasse die Quartiere der Offiziere vom traditionellen Achterschiff in den Brückenbereich verlegt.
Als erster Zerstörer wurde die Quentin am 22. April 1942 bei White fertiggestellt. Die Rotherham wurde als erster Zerstörer bei John Brown schon am 27. August 1942 als drittes Boot der Q- und R-Klasse fertiggestellt. Zum Zeitpunkt der Indienststellung der Quentin waren von den zuvor bestellten Zerstörern der O- und P-Klasse erst neun Boote abgeliefert. Von den letzten Vorkriegsbestellungen waren allerdings auch drei Zerstörer der N-Klasse und fünf Zerstörer der L- und M-Klasse (davon drei bei Scotts zu fertigende) noch nicht abgeliefert.
Bis zum 20. Februar 1943 konnten vierzehn Zerstörer des neuen Typs in Dienst gestellt werden. Als letzte Zerstörer der Klasse wurden die bei Scotts bestellten Schiffe erst im Juni und August 1943 fertig.

## Bewaffnung
Alle sechzehn Boote hatten wieder die traditionelle britische Zerstörerbewaffnung von vier 120-mm-Mk.IX-Kanonen. Diese Geschütze konnten nur bis zu 40° erhöht werden und hatten sich in der Flugzeugabwehr nicht bewährt.
Dazu verfügten die Boote über einen 2-pounder „pom pom“-Vierling und erhielten sechs 20 mm Oerlikon-Maschinenkanonen. Auf den zuletzt fertiggestellten Rocket und Roebuck waren zwei der 20-mm-Einzelgeschütze schon bei Übernahme durch die Royal Navy durch Zwillingsgeschütze ersetzt. Auch führten beide Boote 70 Wasserbomben mit sich. Diese Verstärkung der Luftabwehr und der U-Boot-Abwehr wurde bei allen Booten 1942/43 nachgeholt, sie hatten dann zum Teil bis zu 130 Wasserbomben an Bord.
1944 wurden Raider, Rotherham und Redoubt nochmals leicht umbewaffnet, als ihre 4 einzelnen Oerlikons durch 40-mm-Bofors-Mk I/III-Geschütze (Boffins) ersetzt wurden.

## Einsatzgeschichte
Die Zerstörer der Q- und R-Klasse wurden in der Regel bei der Home Fleet ausgebildet und nahmen dort auch an Kampfeinsätzen teil. So kamen Quadrant, Queenborough und Raider bei der Sicherung von Nordmeergeleitzügen zum Einsatz. Im Mittelmeer waren Quentin, Quiberon, Quality, Quilliam, Queenborough und Quail, die im Herbst 1943 einen schweren Minentreffer erlitt und dann im Schlepp zu einer vielleicht möglichen Reparatur sank, sowie Raider im Einsatz, die zum Teil auch bei der Operationen Torch Husky und Avalanche eingesetzt wurden. Im Mittelmeer gingen auch Quentin am 2. Dezember 1942 als erstes Schiff der Klasse durch Angriffe deutscher Ju 88-Bomber und am 18. Mai 1944 Quail verloren, die im Herbst 1943 einen schweren Minentreffer erlitten hatte und dann im Schlepp von Tarent nach Malta zu einer vielleicht noch möglichen Reparatur sank.

Die verbliebenen Zerstörer verlegten dann alle zur Eastern Fleet. Die Schiffe der R-Klasse (nach dem Leader auch Rotherham-Klasse) waren bei Kriegsende alle in Südostasien im Einsatz, die der Q-Klasse (auch Quilliam-Klasse) befanden sich bei Kriegsende alle im Pazifik.

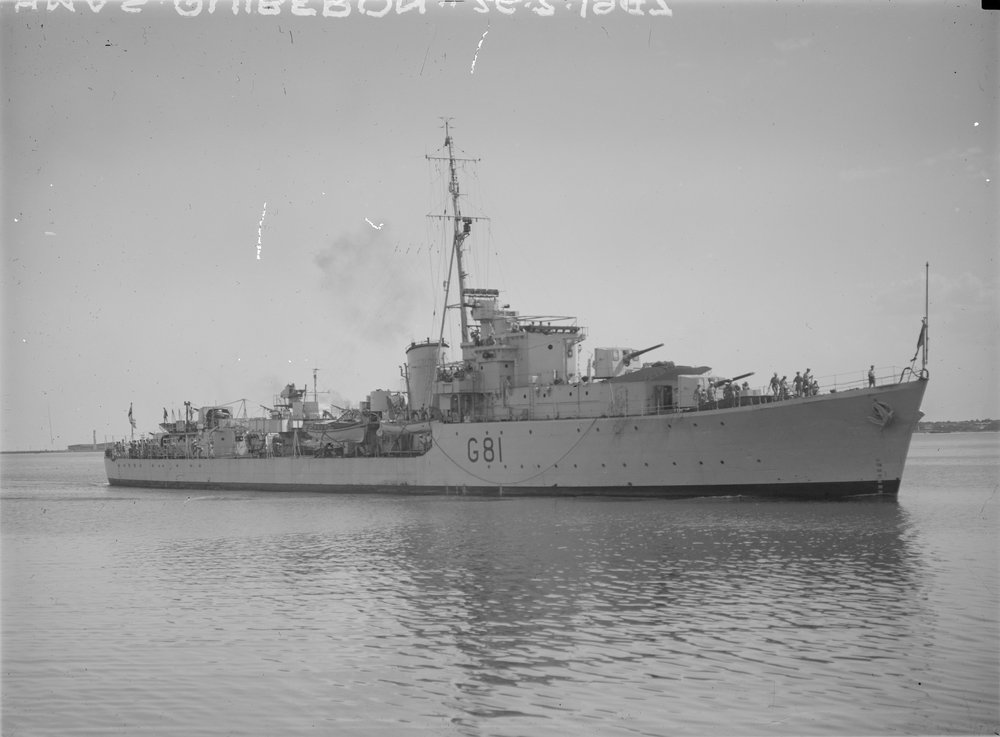
HMAS Quiberon (G81)

## Abgabe an anderen Marinen

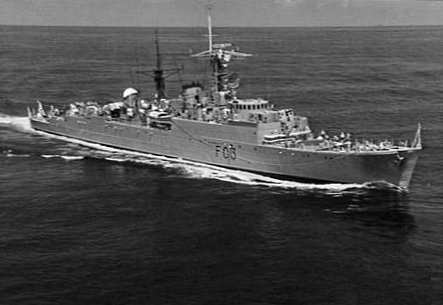
HMAS Quiberon (F03) nach Umbau

Schon bei Fertigstellung wurden zwei Zerstörer an die Royal Australian Navy verliehen: im Juli 1942 Quiberon und Ende September 1942 Quickmatch, die als australische Schiffe in Dienst kamen. Im Herbst 1945 verblieben dann auch Queenborough, Quality und Quadrant in Australien, wo sie bis dahin eingesetzte Zerstörer der N-Klasse ersetzten, deren Fahrbereiche für den Einsatz im Pazifik weniger geeignet waren. Die ursprünglich geliehenen fünf Zerstörer wurden 1950 an Australien verschenkt.
Von ihnen wurden ab April 1950 Quadrant (Juli 1953 wieder in Dienst), Queenborough (Dezember 1954 fertig), Quickmatch (September 1955 fertig) und Quiberon (Dezember 1957 fertig) nach britischem Vorbild zu U-Boot-Abwehr-Fregatten umgebaut. Die Quality wurde 1958 verschrottet, da der seit Jahren nicht genutzte Zerstörer in der Wasserlinie korrodiert war und ein Umbau sich nicht mehr lohnte.

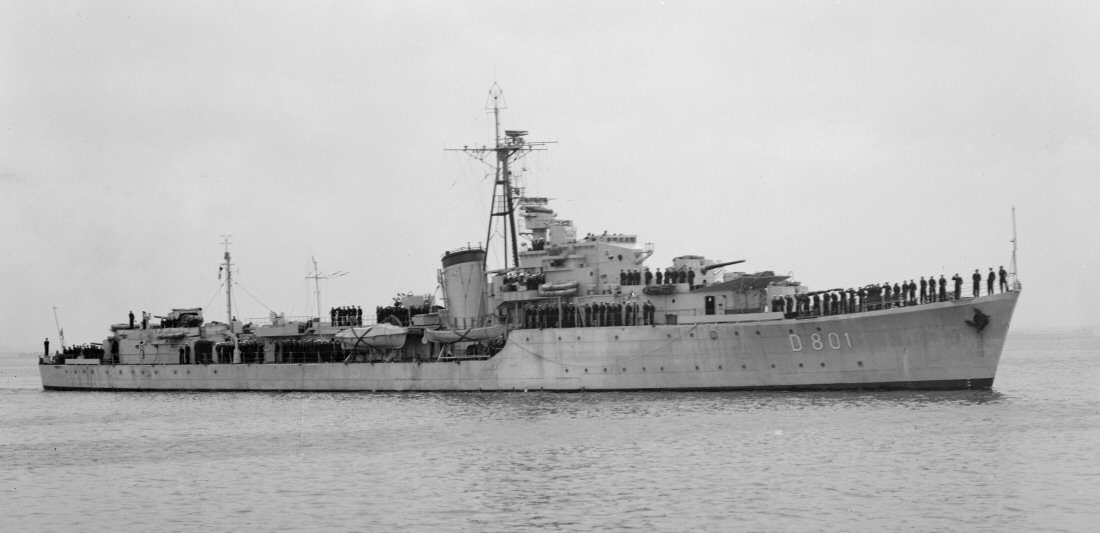
Hr.Ms. Banckert

Im November 1945 verkaufte die Royal Navy die beschädigte Quilliam an die Niederländische Marine, die den Zerstörer als Hr.Ms. Banckert in Dienst stellte. Der Leader der Q-Klasse hatte am 20. Mai 1945 vor Okinawa bei einer Kollision mit dem Flugzeugträger Indomitable einen erheblichen Schaden am Vorschiff erlitten. Erst nach Leyte zur Notreparatur geschleppt, war der beschädigte Zerstörer dann über Australien, den Panama-Kanal und Bermuda in die Heimat zurückgekehrt. Nach Reparatur und Erneuerung des Bugbereichs wurde die Banckert nach Niederländisch-Indien entsandt und im Indonesischen Unabhängigkeitskrieg eingesetzt. Unterbrochen von einer Werftliegezeit in der Heimat war der Zerstörer dort bis zum August 1951 zuletzt in Niederländisch-Neuguinea im Einsatz. Nach kurzer Einsatzzeit in der Heimat wurde der Zerstörer im April 1952 außer Dienst gestellt und im 1957 schließlich in den Niederlanden verschrottet.
1949 erhielt die Indische Marine mit Rotherham, Redoubtund Raider drei Zerstörer der R-Klasse, die zuvor auf britischen Werften überholt worden waren. Ohne grundlegende weitere Modernisierung blieben sie als Rajput, Ranjit und Rana bis in die 1970er-Jahre in Dienst und wurden während des Indisch-Pakistanischen Kriegs 1971 noch eingesetzt. Ranjit und Rana wurden als letzte aktive Kriegsschiffe der Klasse erst 1979 ausgesondert und verschrottet.

## Umbau zu schnellen U-Jagd-Fregatten

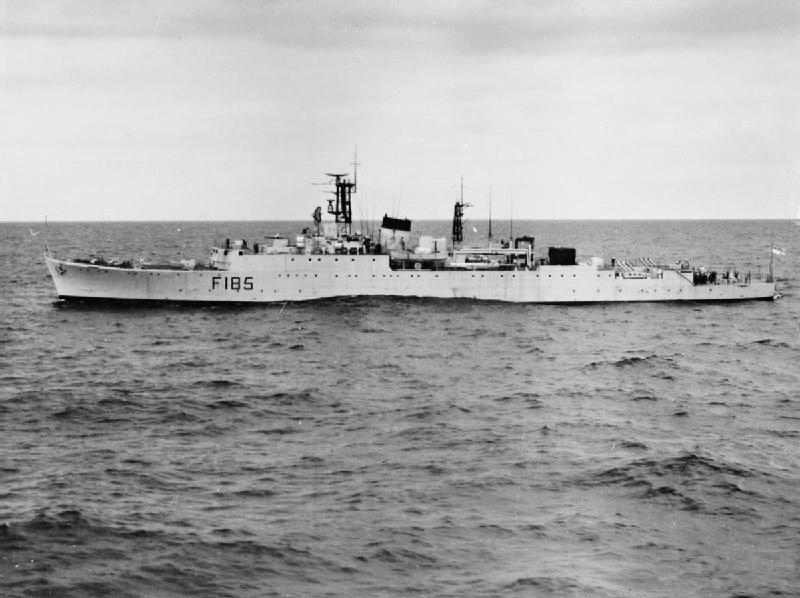
Relentless nach Umbau zur U-Jagd-Fregatte

Mit der Abgabe der Zerstörer an Indien verblieben der Royal Navy noch fünf Zerstörer der R-Gruppe der Klasse, von denen die Racehorse im Dezember 1949 zum Abbruch verkauft wurde.

Noch 1949 begann der Umbau der Relentless und der Rocket zu U-Jagd-Fregatten. Die Entwicklung der modernsten U-Boote hatte schon Ende des Krieges gezeigt, dass die Mehrzahl der Geleitfahrzeuge des Krieges diesen hinsichtlich der auch unter Wasser erzielten Geschwindigkeit nicht gewachsen war. Dazu sollten auf den neuen Schiffen auch erheblich mehr Sensoren eingebaut werden und den Besatzungen und den Bedienern der Geräte mehr Platz eingeräumt werden. Auch sollten sie an Bord bei der Bedienung ihres Schiffes und seiner Waffen kaum noch dem Wetter ausgesetzt sein. Als Hauptwaffe gegen U-Boote sollten die neuen Limbo-Werfer eingebaut werden.
Beim Umbau wurden alle Aufbauten und Masten entfernt und durch neue Aluminiumaufbauten ersetzt.
Die Umbauten von Relentless und Rocket wurden 1951 auf den Marinewerften in Portsmouth bzw. Devonport abgeschlossen.
Diesen ersten Musterumbauten folgten bis 1957 weitere 21 Umbauten von Zerstörern des Kriegsbauprogramms der Klassen R, T, U und V, W und Z, die als Fregatten Typ 15 bezeichnet wurden. Bei den Umbauten bestanden zum Teil erhebliche Unterschiede, und es wurden auch immer wieder Verbesserungen eingeführt. Auch die beiden verbliebenen Schiffe der R-Klasse, Rapid und Roebuck, wurden von 1952 bis 1953 umgebaut. Sie erhielten allerdings nur ältere Squid-Werfer.

Drei dem Typ 15 ähnliche Umbauten erfolgten in Kanada, vier in Australien und später noch zwei in Südafrika.

## Die Zerstörer derQ- und R-Klasse
| Name               | Bauwerft                   | Stapellauf | fertig     | Endschicksal |
| ------------------ | -------------------------- | ---------- | ---------- | --- |
| Quentin G78        | J. S. White                | 5.11.1941  | 15.04.1942 | am 2. Dezember 1942 von der Luftwaffe vor den Galite-Inseln versenkt                                                               |
| Quiberon G81 RAN   | White                      | 31.01.1942 | 15.07.1942 | für RAN in Dienst gestellt, bis 12.57 Umbau zur Typ 15 Fregatte, Juni 1964 a. D., 1972 zum Abbruch verkauft                        |
| Rotherham H09      | John Brown BauNr. 575      | 31.03.1942 | 29.08.1942 | Flottillenführer R-Klasse, im Juli 1949 an Indien als INS Rajput 1976 a. D. und verschrottet                                       |
| Quality G62        | Swan Hunter BauNr. 1603    | 6.10.1941  | 7.09.1942  | Oktober 1945 an die RAN, im April 1958 zum Abbruch verkauft                                                                        |
| Quickmatch G92 RAN | White BauNr.               | 11.04.1942 | 23.09.1942 | für RAN in Dienst gestellt, bis 9.55 Umbau zur Typ 15 Fregatte, April 1963 a. D., 1972 zum Abbruch verkauft                        |
| Redoubt H41        | John Brown BauNr. 589      | 2.05.1942  | 1.10.1942  | 1949 Indien zur Verfügung gestellt, als INS Ranjit bis 1979 im Dienst, dann verschrottet                                           |
| Quilliam G09       | Hawthorn Leslie BauNr. 633 | 29.11.1941 | 22.10.1942 | Flottillenführer Q-Klasse, 1945 als Banckert an Niederländische Marine, 1957 zum Abbruch                                           |
| Racehorse H11      | John Brown BauNr. 546      | 1.06.1942  | 30.10.1942 | Dezember 1949 zum Abbruch |
| Raider H15         | Cammell Laird BauNr. 1064  | 19.04.1942 | 16.11.1942 | 1949 Indien zur Verfügung gestellt, als INS Rana bis 1976 im Dienst, 1979 verschrottet                                             |
| Quadrant G11       | Hawthorn Leslie BauNr. 682 | 28.02.1942 | 26.11.1942 | 1945 zur RAN, 4.50-7.53 Umbau zur Typ 15 Fregatte, Februar 1963 a. D. und zum Abbruch verkauft                                     |
| Relentless H85     | John Brown BauNr. 590      | 15.07.1942 | 30.11.1942 | 1949/51 Umbau zur Typ 15 Fregatte, 1971 zum Abbruch verkauft                                                                       |
| Queenborough G30   | Swan Hunter BauNr. 1605    | 16.01.1942 | 10.12.1942 | 1945 an RAN, 5.50-12.54 Umbau zur Typ 15 Fregatte, 1966 Trainingsschiff, 1975 zum Abbruch verkauft                                 |
| Quail G45          | Hawthorn Leslie BauNr. 683 | 1.06.1942  | 7.01.1943  | 15. November 1943 Minentreffer vor Bari, auf Strand gesetzt, im Schlepp auf dem Weg von Tarent nach Malta am 18. Mai 1944 gesunken |
| Rapid H32          | Cammell Laird BauNr. 1065  | 16.07.1942 | 20.02.1943 | 1952/53 Umbau zur Typ 15 Fregatte, ab 1966 Trainingsschiff, am 3. September 1981 als Ziel versenkt                                 |
| Roebuck H95        | Scotts BauNr. 594          | 10.12.1942 | 10.06.1943 | 1952/53 Umbau zur Typ 15 Fregatte, 1969 zum Abbruch verkauft                                                                       |
| Rocket H92         | Scotts BauNr. 593          | 28.10.1942 | 4.08.1943  | 1949/51 Umbau zur Typ 15 Fregatte, 1967 zum Abbruch verkauft                                                                       |